# Sixtelia
Sixtelia è un genere estinto di pesci ossei appartenenti agli attinotterigi. Visse nel Triassico medio/superiore (Ladinico/Carnico, circa 235 - 230 milioni di anni fa) e i suoi resti fossili sono stati ritrovati in Kyrgyzstan. L'unica specie nota è Sixtelia asiatica.

## Descrizione
Sixtelia era un pesce dal corpo affusolato e compatto, di piccole dimensioni: gli esemplari più grandi non oltrepassavano i 12 centimetri di lunghezza, e solitamente erano lunghi circa 6-7 centimetri. Il corpo era ricoperto da scaglie ganoidi romboidali, disposte in file oblique. La pinna caudale era biforcuta, mentre la pinna dorsale era posta a circa metà del corpo. La pinna anale era molto più arretrata e di piccole dimensioni. 

## Classificazione
Sixtelia asiatica venne descritto per la prima volta nel 1999 da Eugenia Sytchevskaya, sulla base di numerosi fossili provenienti dalla formazione Madygen, in Kyrgyzstan. 
Sytchevskaya attribuì i fossili al gruppo parafiletico dei Palaeonisciformes, senza però specificare una classificazione più dettagliata.

## Paleoecologia
Sixtelia, insieme a un altro paleonisciforme (Ferganiscus), è il vertebrato più abbondante della formazione Madygen, che nel Triassico medio/superiore era un ambiente dulciacquicolo, un lago interno dalle temperature calde. La formazione ha restituito i fossili di numerosi altri vertebrati acquatici e terrestri, tra cui il croniosuco Madygenerpeton, la possibile salamandra arcaica Triassurus, gli strani rettili planatori Sharovipteryx e Longisquama, il terapside Madysaurus e numerosi pesci ossei e cartilaginei. Tra gli invertebrati vi erano numerosissimi insetti e numerosi Kazacharthra, un gruppo di crostacei d'acqua dolce tipici del Triassico e del Giurassico dell'Asia centrale.